# Бијело Бучје (Теслић)
Бијело Бучје је насељено мјесто у општини Теслић, Република Српска, БиХ. Према прелиминарним подацима пописа становништва 2013. године, у насељу је живјело 485 становника. Чине га двије цјелине: Горње Бијело Бучје и Доње Бијело Бучје. Горње Бијело Бучје се налази високо на обронцима Вучје планине, а већина становника се одселила из тог дијела. Доње Бијело Бучје се налази у доњем току рјечице Жираје, нарочито око њеног ушћа у Велику Усору.

## Географија
Кроз насеље протиче ријека Жираја.

## Привреда
На ријеци је планирана изградња мале хидроелектране „Жираја“. Предвиђена снага је 0,7 MW.

## Инфраструктура
• У Горњем Бијелом Бучју је подигнута православна капела посвећена Светој великомученици Недјељи, а уз њу и споменик борцима ВРС погинулим на том подручју.
• У Горњем Бијелом Бучју постоји планинарски дом којим руководи ПД „Адреналин“ из Теслића. Објекат је некадашња подручна школа.

## Становништво
| Националност       | 2013. | 1991. | 1981. | 1971. | 1961. |
| Срби               | 485   | 1.630 | 1.913 | 1.862 | 1.597 |
| Југословени        |       | 4     | 30    |       |       |
| Хрвати             |       |       | 7     |       | 2     |
| Муслимани          |       |       |       | 2     |       |
| Црногорци          |       |       | 1     |       |       |
| остали и непознато |       | 8     | 1     | 30    | 1     |
| Укупно             | 485   | 1.642 | 1.952 | 1.894 | 1.600 |

| Демографија | Демографија | Демографија |
| Година      | Становника  | Становника  |
| ----------- | ----------- | ----------- |
| 1961.       | 1.600       |             |
| 1971.       | 1.894       |             |
| 1981.       | 1.952       |             |
| 1991.       | 1.636       |             |
| 2013.       | 485         |             |